# 1995-ös Formula–1 kanadai nagydíj

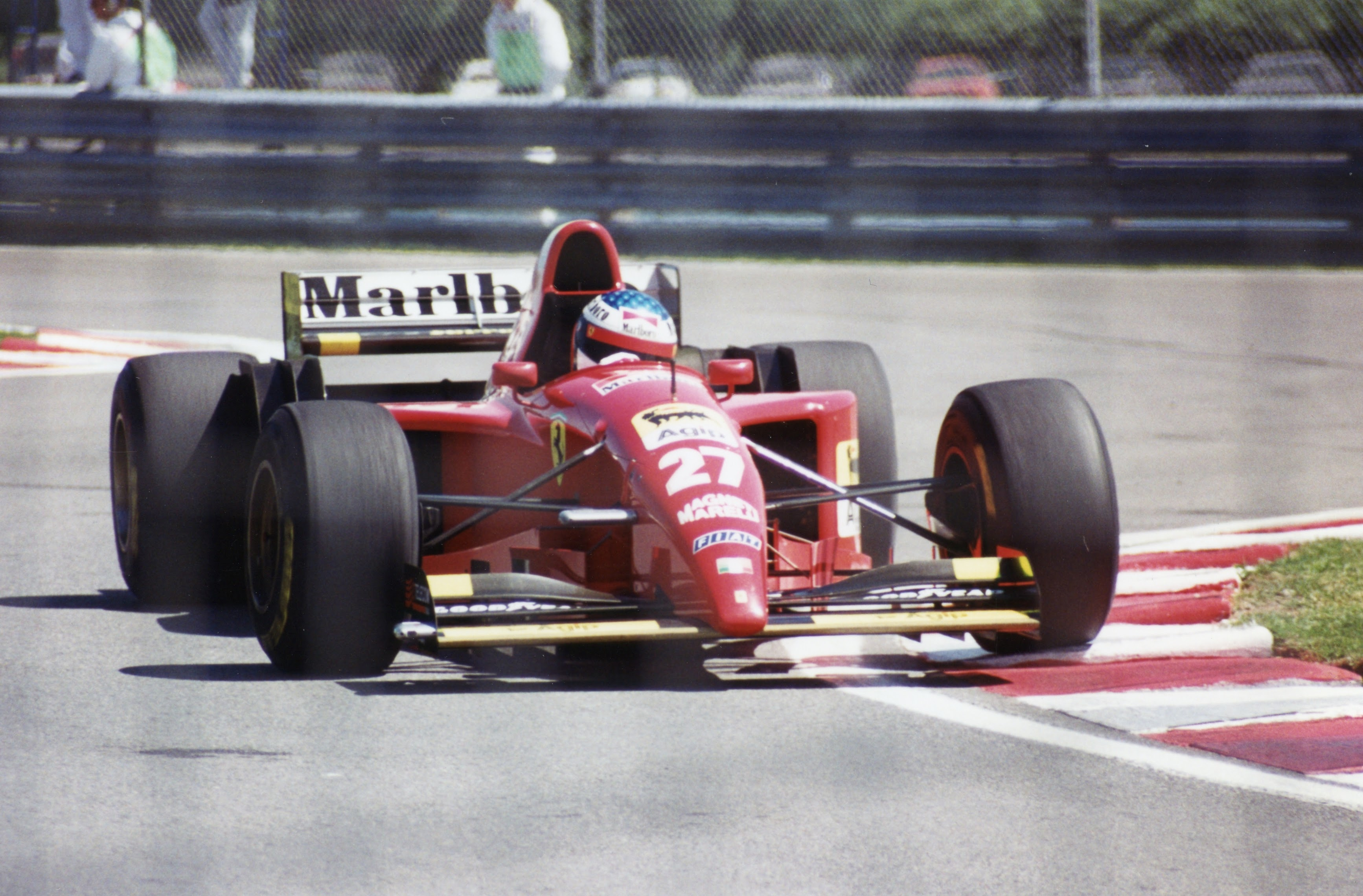
Jean Alesi, a futamgyőztes

A kanadai nagydíj volt az 1995-ös Formula–1 világbajnokság hatodik futama.

## Futam
Kanadában Coulthard kicsúszás, Hill technikai hiba miatt esett ki. Schumacher fél perccel vezetett Alesi előtt, amikor 11 körrel a leintés előtt váltója a 3. sebességben ragadt és a boxba kellett hajtania. Hosszú szerelés után visszatért a pályára, az 5. helyen végzett. Jean Alesi élete egyetlen Formula–1-es győzelmét ezen a versenyen ünnepelte a két Jordan-Peugeot előtt.
| Helyezés | #  | Versenyző                | Csapat/Motor       | Futott körök | Idő/Kiesés oka     | Rajthely | Pontszám |
| -------- | -- | ------------------------ | ------------------ | ------------ | ------------------ | -------- | -------- |
| 1        | 27 | Jean Alesi               | Ferrari            | 68           | 1:46:31,333        | 5        | 10       |
| 2        | 14 | Rubens Barrichello       | Jordan-Peugeot     | 68           | +31,687            | 9        | 6        |
| 3        | 15 | Eddie Irvine             | Jordan-Peugeot     | 68           | +33,270            | 8        | 4        |
| 4        | 26 | Olivier Panis            | Ligier-Mugen-Honda | 68           | +36,506            | 11       | 3        |
| 5        | 1  | Michael Schumacher       | Benetton-Renault   | 68           | +37,060            | 1        | 2        |
| 6        | 9  | Gianni Morbidelli        | Footwork-Hart      | 67           | +1 kör             | 13       | 1        |
| 7        | 4  | Mika Salo                | Tyrrell-Yamaha     | 67           | +1 kör             | 15       |          |
| 8        | 24 | Luca Badoer              | Minardi-Ford       | 67           | +1 kör             | 19       |          |
| 9        | 10 | Inoue Taki               | Footwork-Hart      | 66           | +2 kör             | 22       |          |
| 10       | 25 | Martin Brundle           | Ligier-Mugen-Honda | 61           | Ütközés            | 14       |          |
| 11       | 28 | Gerhard Berger           | Ferrari            | 61           | Ütközés            | 4        |          |
| Kiesett  | 23 | Pierluigi Martini        | Minardi-Ford       | 60           | Gázadagoló         | 17       |          |
| Kiesett  | 22 | Roberto Moreno           | Forti-Ford         | 54           | Üzemanyag rendszer | 23       |          |
| Kiesett  | 5  | Damon Hill               | Williams-Renault   | 50           | Váltó              | 2        |          |
| Kiesett  | 7  | Mark Blundell            | McLaren-Mercedes   | 47           | Motorhiba          | 10       |          |
| Kiesett  | 3  | Katajama Ukjó            | Tyrrell-Yamaha     | 42           | Motorhiba          | 16       |          |
| Kiesett  | 16 | Bertrand Gachot          | Pacific-Ilmor      | 36           | Energia            | 20       |          |
| Kiesett  | 30 | Heinz-Harald Frentzen    | Sauber-Ford        | 26           | Motorhiba          | 12       |          |
| Kiesett  | 21 | Pedro Diniz              | Forti-Ford         | 26           | Váltó              | 24       |          |
| Kiesett  | 29 | Jean-Christophe Boullion | Sauber-Ford        | 19           | Kicsúszás          | 18       |          |
| Kiesett  | 17 | Andrea Montermini        | Pacific-Ilmor      | 5            | Váltó              | 21       |          |
| Kiesett  | 6  | David Coulthard          | Williams-Renault   | 1            | Kicsúszás          | 3        |          |
| Kiesett  | 2  | Johnny Herbert           | Benetton-Renault   | 0            | Ütközés            | 6        |          |
| Kiesett  | 8  | Mika Häkkinen            | McLaren-Mercedes   | 0            | Ütközés            | 7        |          |

## A világbajnokság élmezőnyének állása a verseny után
| H  | Versenyzők         | Pont | H  | Konstruktőrök    | Pont |
| -- | ------------------ | ---- | -- | ---------------- | ---- |
| 1. | Michael Schumacher | 36   | 1. | Ferrari          | 41   |
| 2. | Damon Hill         | 29   | 2. | Benetton-Renault | 38   |
| 3. | Jean Alesi         | 24   | 3. | Williams-Renault | 32   |
| 4. | Gerhard Berger     | 17   | 4. | Jordan-Peugeot   | 12   |
| 5. | Johnny Herbert     | 12   | 5. | McLaren-Mercedes | 8    |

- A Benetton-Renault  és a Williams-Renault csapatok szabálytalan üzemanyag használata miatt nem kapták meg az brazil nagydíjon a nekik járó pontokat.

## Statisztikák
Vezető helyen:
- Michael Schumacher: 57 (1-57)
- Jean Alesi: 11 (58-68)

Jean Alesi 1. győzelme, Michael Schumacher 9. pole-pozíciója, 18. leggyorsabb köre.
- Ferrari 105. győzelme.